# Anastassija Prychodko

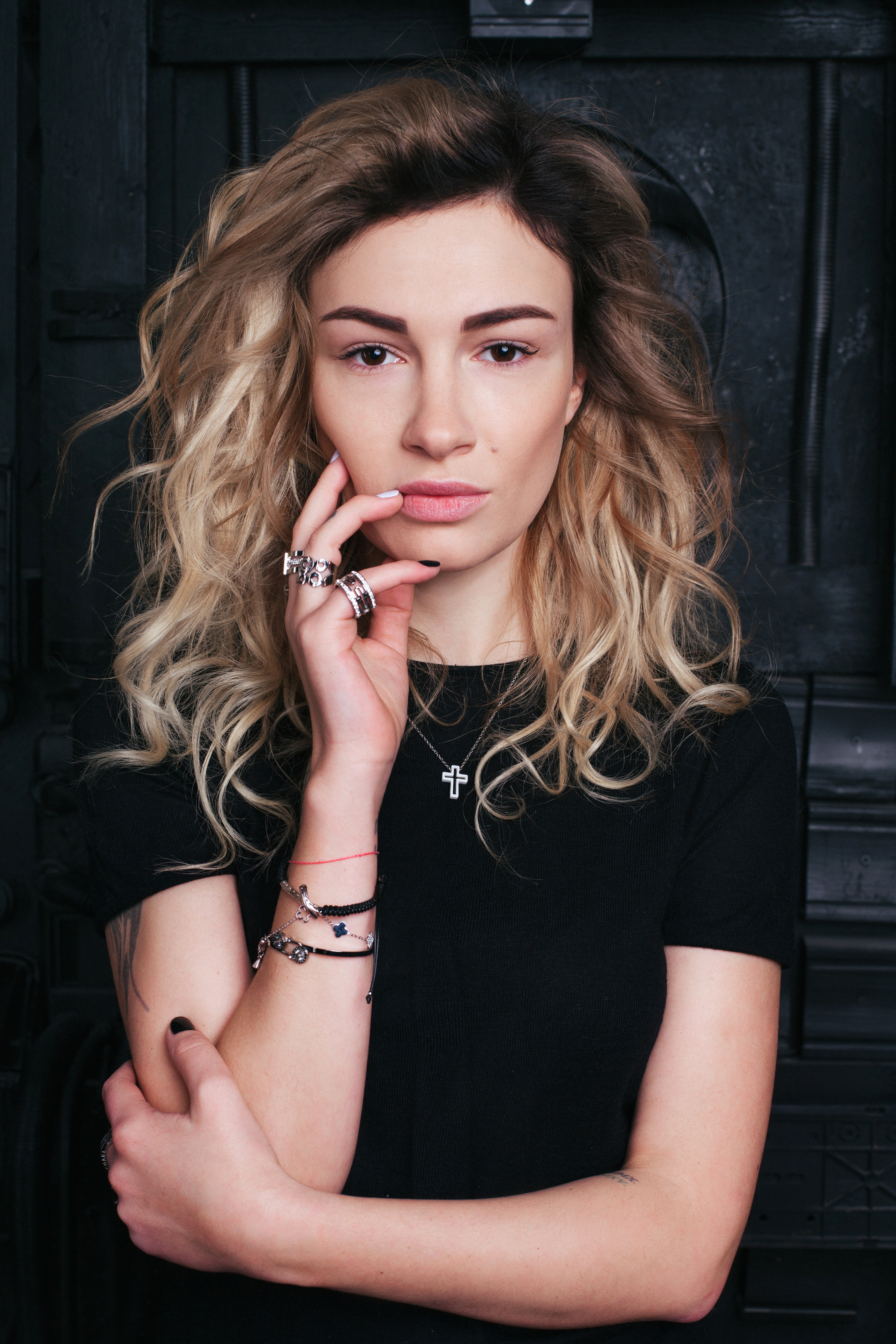
Anastasija Prychodko (2016)

Anastassija Kostjantyniwna Prychodko (ukrainisch Анастасія Костянтинівна Приходько, russisch Анастасия Константиновна Приходько/Anastassija Konstantinowna Prichodko; * 21. April 1987 in Kiew) ist eine ukrainische Sängerin. Sie singt Pop, Folk und Folk-Rock.

## Leben und Karriere
Anastassija Prychodko studierte Volksmusik-Gesang und Chorleitung an der Nationalen Universität für Schöne Künste in Kiew. Sie spielt Flöte, Gitarre und Klavier und komponiert ihre Songs teilweise selbst. Erste Bekanntheit erlangte sie 2007 durch den Sieg in der siebten Staffel von Фа́брика звёзд (Fabrika swjosd, ‚Star Factory‘), einer russischen Castingshow.
Sie bezeichnet sich selber in vielen Interviews als „Patriotin der Ukraine“ und „wahre ukrainische Sängerin“. Nicht selten äußert Anastassija Prychodko nationalistische Gedanken.
Am 16. Mai 2009 nahm sie am Eurovision Song Contest 2009 für Russland teil. Sie belegte den 11. Platz mit ihrer Pop-Folk-Ballade Mamo, die von ihrem Produzenten und Mentor Konstantin Meladse komponiert wurde. Dieser Song enthält russische Strophen und einen ukrainischen Refrain, weshalb der Beitrag in Russland umstritten war. Sie erhielt 91 Punkte und landete somit im Mittelfeld, knapp hinter dem armenischen Beitrag Jan Jan von Inga & Anush, welcher am Ende 92 Punkte erzielte, aber knapp vor ihrer Landsfrau Switlana Loboda, die mit 76 Punkten Platz 12 für die Ukraine belegte.
Eigentlich wollte Anastassija Prychodko für ihr Heimatland Ukraine antreten, wurde jedoch wegen eines Regelverstoßes disqualifiziert. Als sie dann kurzfristig am russischen Vorentscheid teilnahm, konnte sie sich gegen 15 Konkurrenten durchsetzen. 2011 nahm sie erneut am Vorausscheid der Ukraine teil, kam mit dem Titel Action aber nur auf Platz 8 unter 19 Teilnehmern des Finales am 26. Februar. Das Video zu dem Lied wurde kurz darauf veröffentlicht.
Sie brachte am 4. April 2010 eine Tochter namens Nanna zur Welt. Aus einer 2013 geschlossenen Ehe entstammt ein im August 2015 geborener Sohn. Anastassija zählt Pferde, Schach, Thaiboxen und den Schützensport zu ihren Hobbys.

## Diskografie

### Alben
- 2012: Заждалась
- 2015: Герої Не Вмирають
- 2016: Я вільна
- 2019: Саме той

### Singles (Auswahl)
- 2007: Три зимы – Tri zimy/Drei Winter
- 2007: Вера – Wera/Glaube
- 2007: Всё за тебя – Vjso za tebja/Alles für dich
- 2008: Безответно – Bezotvetno/Unerwidert (mit Waleri Schotajewitsch Meladse)
- 2009: Мамо – Mamo/Mutter
- 2009: Любила – Ljubila/Ich habe geliebt
- 2009: По радуге – Po raduge/Über dem Regenbogen
- 2009: Люли-Люли – Ljuli-Ljuli/Ljuli-Ljuli
- 2010: Вспыхнет свет – Vspyhnet svet/Es blitzt das Licht
- 2010: Твоё сердце – Tvoje serdce/Dein Herz
- 2010: По волнам – Po volnam/Über die Wellen
- 2010: Ясновидящая – Jasnovidjashaja/Hellseherin
- 2010: Action
- 2016: ІсторіЯ (mit TIK)
- 2024: Холодно (mit Surov)